# Kapuk Muara
Kapuk Muara is een kelurahan van het onderdistrict Penjaringan in het noorden van Jakarta, Indonesië. De wijk telt 50.576 inwoners (volkstelling 2010).